# Hitchhike to Happiness
Pour plus de détails, voir Fiche technique et Distribution.
Hitchhike to Happiness est un film américain réalisé par Joseph Santley, sorti en 1945.

## Synopsis
Une célèbre chanteuse de radio revient à New York pour retrouver ses anciens amis qui ne savent pas qui elle est parce qu'elle utilise un nom pseudonyme. Elle tombe également amoureuse d'un auteur-compositeur en difficulté.

## Fiche technique
- Titre : Hitchhike to Happiness
- Réalisation : Joseph Santley
- Scénario : Jack Townley, Jerry Horwin et Manuel Seff
- Photographie : Jack A. Marta
- Musique : Marlin Skiles
- Montage : Fred Allen
- Pays d'origine :  États-Unis
- Langue : Anglais
- Format : Noir et blanc - 1,37:1 - Mono
- Genre : musical
- Durée : 74 minutes
- Dates de sortie : 
  -  États-Unis : 16 juillet 1945

## Distribution
- Al Pearce : Kipling 'Kippy' Ellis
- Dale Evans : Alice Chase
- Stanley Brown : Joe Mitchell
- William Frawley : Sandy Hill
- Jerome Cowan : Tony Riggs
- Joyce Compton : Joan Randall
- Maude Eburne : Mrs. Randall
- Irving Bacon : Dennis Colby
- Gayne Whitman : Présentateur (non crédité)